# Strukturelle Ungerechtigkeit
Strukturelle Ungerechtigkeit ist eine Form sozialer Ungleichheit, die von Institutionen und gesellschaftlichen Strukturen ausgeht. Diese Strukturen können bestimmte Gruppen systematisch benachteiligen oder privilegieren.

## Begriffsgeschichte
Die Vorstellung, dass gesellschaftliche Strukturen Ausgangspunkt für Gerechtigkeit und Ungerechtigkeit sein können, hat eine lange wissenschaftliche Tradition. Sie findet sich unter anderem in marxistischen Theorien sowie in der politischen Philosophie von John Rawls, dessen Hauptwerk A Theory of Justice (1971) Gerechtigkeit als grundlegende Struktur der Gesellschaft definiert. Der Begriff „strukturelle Ungerechtigkeit“ wurde maßgeblich von der amerikanischen Philosophin Iris Marion Young in den frühen 2000er-Jahren geprägt. Ihre Definition des Begriffs, auf der große Teile der Forschung in diesem Themengebiet aufbauen, findet sich in ihrem posthum veröffentlichten Werk Responsibility for Justice (2011).

## Theoretische Definition nach Iris Marion Young
Iris M. Young definiert strukturelle Ungerechtigkeit als Ungerechtigkeit, die aus Prozessen innerhalb der Sozialstruktur einer Gesellschaft und institutionellen Rahmenbedingungen resultiert. Sie besteht nach Young, sofern große Gruppen innerhalb der Gesellschaft von anderen dominiert und damit ihrer Chancen zum Entwickeln und Ausleben ihrer Fähigkeiten beraubt werden, während andere von diesen Bedingungen profitieren. Young betont, dass strukturelle Ungerechtigkeiten nicht das Produkt individueller Diskriminierungen sind, also nicht auf ungerechten Handlungen einzelner Akteure basieren. Vielmehr handeln viele Akteure innerhalb bestehender sozialer Normen und institutioneller Gegebenheiten, wodurch sich die Benachteiligung bestimmter Gruppen verstärkt. Es handelt sich also um Fälle struktureller Diskriminierung.

## Dimensionen struktureller Ungerechtigkeit
Strukturelle Ungerechtigkeit manifestiert sich in verschiedenen gesellschaftlichen Bereichen und betrifft Gruppen entlang von Kategorien wie „Race“ (ethnische Zugehörigkeit), Gender, Fähigkeit (Ability), sozialer Klasse und familiärem Hintergrund. Diese Dimensionen sind nicht isoliert zu betrachten, sondern überschneiden sich häufig in Form intersektionaler Diskriminierung.

## Strukturelle Ungerechtigkeit in verschiedenen wissenschaftlichen Disziplinen
Strukturelle Ungerechtigkeit ist ein zentrales Thema in verschiedenen wissenschaftlichen Disziplinen, die jeweils unterschiedliche methodische und theoretische Zugänge zu ihrer Analyse bieten. Die politische Philosophie beschäftigt sich aus einer normativen Perspektive mit dem Thema: Sie fragt danach, welche gesellschaftlichen Strukturen gerecht oder ungerecht sind und welche Prinzipien zur Gestaltung gerechter Institutionen herangezogen werden sollten. Im Zentrum stehen Konzepte wie Gerechtigkeit, Macht und Herrschaftsverhältnisse. Die Philosophie befasst sich neben konzeptuellen Fragen gemeinsam mit Geschichte und Politikwissenschaft auch mit den begünstigenden Faktoren für strukturelle Ungerechtigkeit, die aus Kolonialismus oder kapitalistischen und patriarchalischen Systemen heraus entstanden sind. Auch feministische Perspektiven auf strukturelle Ungerechtigkeit lassen sich sowohl der politischen Philosophie als auch der Soziologie zuordnen. Die Soziologie untersucht strukturelle Ungerechtigkeit empirisch. Sie analysiert, inwiefern soziale Ungleichheiten durch gesellschaftliche Strukturen entstehen und welche Faktoren – wie soziale Herkunft, Geschlecht oder Ethnizität – die Verteilung von Ressourcen und Chancen beeinflussen. Der Soziologe Pierre Bourdieu hat mit seinen Konzepten von Kapital und sozialem Raum entscheidend zur Analyse struktureller Ungleichheit beigetragen. Statistische Methoden und sozialwissenschaftliche Studien helfen dabei, strukturelle Ungerechtigkeiten sichtbar zu machen und ihre gesellschaftlichen Auswirkungen zu messen.
Historische und politische Analysen zeigen, wie sich strukturelle Ungerechtigkeiten über Zeiträume hinweg verfestigen. Die Auswirkungen von Kolonialismus, Kapitalismus und patriarchalen Systemen werden insbesondere in der Postkolonialen Theorie und der politischen Wissenschaft untersucht. Diese Disziplinen analysieren, welche historischen Prozesse zur Entstehung und Fortdauer von strukturellen Ungleichheiten beigetragen haben.

## Wissenschaftliche Debatte
Da gesetzliche Maßnahmen allein strukturelle Ungerechtigkeit oft nicht dauerhaft beseitigen können und Menschen, die aus solchen Verhältnissen einen Nutzen ziehen, wenig Anreize zur Veränderung haben, argumentiert Young, braucht es für einen Wandel aller einzelnen Individuen, welche in der gesamten Gesellschaft erkennen müssen, dass normale und gesellschaftskonforme Handlungen ohne Absicht Ungerechtigkeiten reproduzieren können.
Young entwickelte ein Modell zur Verantwortungszuschreibung, das darauf abzielt, strukturelle Ungerechtigkeit abzubauen. Das Modell wurde zur Klärung von Verantwortungszuschreibung entwickelt, welches zur Abnahme struktureller Ungerechtigkeit führen soll. In ihrem Konzept der sozialen Verbundenheit betrachtet sie Individuen als Teil eines gesellschaftlichen Systems, das durch Kooperations- und Wettbewerbsprozesse geprägt ist. Da viele institutionelle Mechanismen Ungerechtigkeiten unbewusst fortführen, tragen alle Mitglieder der Gesellschaft - einschließlich der Betroffenen - eine Mitverantwortung. Diese Verantwortung ist nicht juristisch, sondern moralisch und politisch: Menschen sollen sich ihrer Rolle innerhalb bestehender Strukturen bewusst werden und aktiv für Veränderungen eintreten. Nach Young kann nur kollektives Handeln zu mehr Gerechtigkeit führen, insbesondere wenn es in einem globalen Maßstab gedacht wird.
Youngs Ansatz wurde von der Philosophin Robin Zheng weiterentwickelt und teilweise kritisiert. Zheng erweitert die Debatte um den Faktor der sozialen Rollen und argumentiert, dass unsere Verantwortung für strukturelle Ungerechtigkeit auch durch die gesellschaftlichen Positionen bestimmt wird, die wir einnehmen. Sie nutzt dabei soziologische Konzepte zu Rollenidealen - also normativen Erwartungen, die über rein soziale Rollen hinausgehen und individuell unterschiedlich interpretiert werden können. Durch eine bewusste Verschiebung dieser Rollenideale könnten gesellschaftliche Strukturen verändert und Ungerechtigkeiten gezielt reduziert werden. Während Young also auf kollektive Verantwortung setzt, betont Zheng die Bedeutung individueller Handlungsmöglichkeiten innerhalb spezifischer sozialer Rollen.